# Slichtenhorst
Slichtenhorst is een buurtschap in de gemeente Nijkerk in de Nederlandse provincie Gelderland. Slichtenhorst ligt ongeveer 8 km van Amersfoort. 
De oppervlakte van buurtschap Slichtenhorst is ongeveer 835 ha. Aan de oost- en noordgrens wordt Slichtenhorst afgebakend door de Barneveldsweg N301. De westkant van het gebied wordt afgebakend door Amersfoortseweg, Vrouwenweg, Van Dijkhuizerstraat. De zuidkant wordt begrensd door de Buntwal, Schoolstraat, Damseweg, Koperweg en Peerweg. De meeste bebouwing bevindt zich aan de Slichtenhorsterweg tussen Nijkerk en Driedorp. 
Bij de Amersfoortseweg was tussen 1863 en 1931 de voormalige  Stopplaats Slichtenhorst van de Centraalspoorweg.

## De naam Slichtenhorst
Brant van Slichtenhorst was een van de pioniers die vanuit Nijkerk naar Nieuw-Nederland trokken (het huidige New England).
Zijn zoon Arend van Slichtenhorst was historicus.